# Palais de Shigaraki

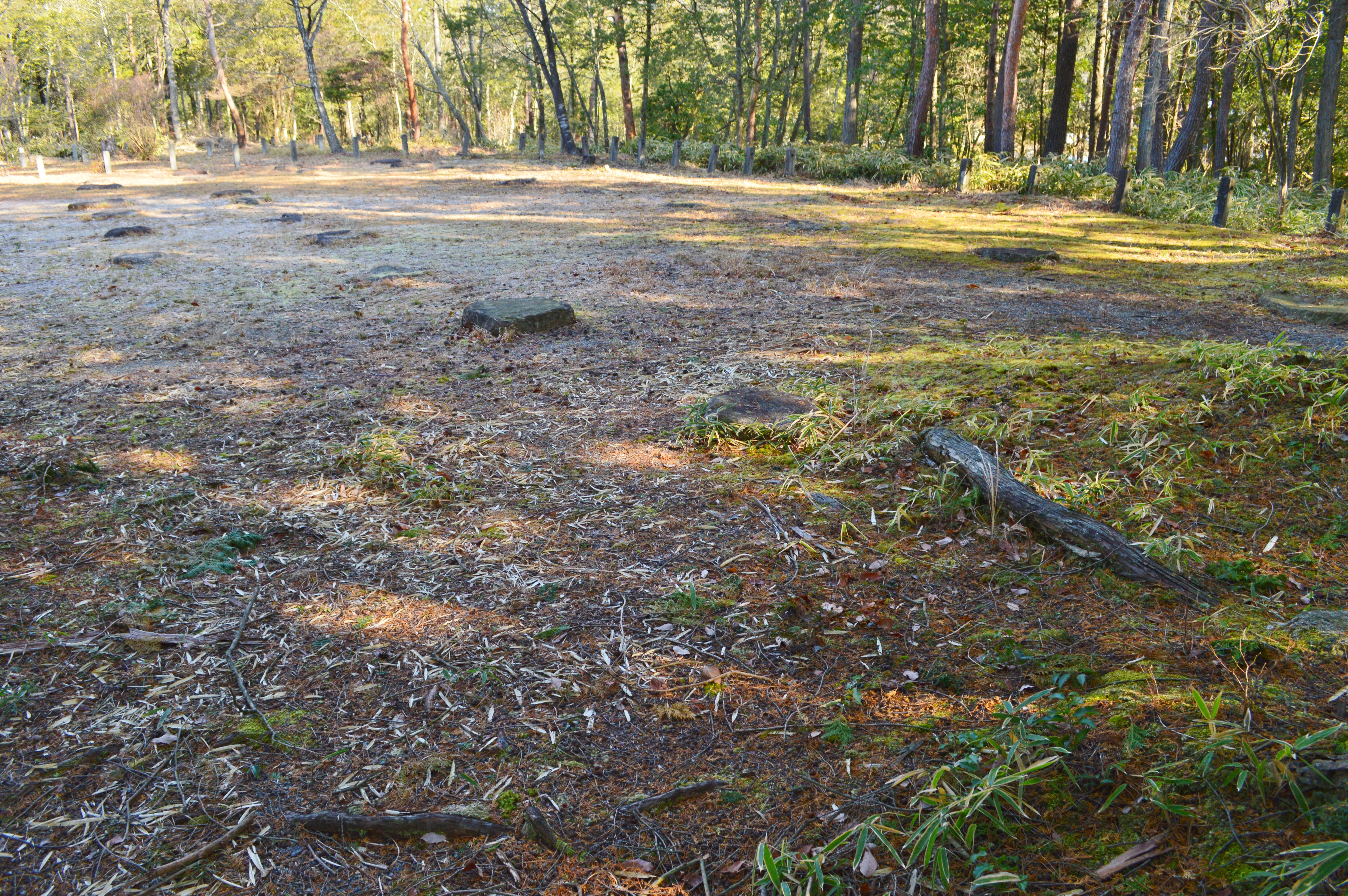
Un aspect actuel du site où se trouvait le palais.

Le palais de Shigaraki (紫香楽宮, Shigaraki-no-miya, également écrit 信楽宮) est un palais construit par l'empereur Shōmu, d'abord comme villa, plus tard désigné par lui-même capitale en 744. Le palais était situé dans l'actuelle ville de Kōka, préfecture de Shiga au Japon. Le palais-capitale est aussi appelé palais de Kōka (甲賀宮, Kōka-no-miya) dans le Shoku Nihongi.

## Référence
- (en) John Whitney Hall, Delmer M Brown et Kozo Yamamura, The Cambridge History of Japan, vol. 1, Cambridge, New York, Melbourne, Cambridge University Press, 1993 (réimpr. 1997) (ISBN 0-521-22352-0, lire en ligne), p. 42–44

## Source de la traduction
- (en) Cet article est partiellement ou en totalité issu de l’article de Wikipédia en anglais intitulé « Shigaraki Palace » (voir la liste des auteurs).